# Друга в'язкість
Друга або об'ємна в'язкість — параметр рівняння Нав'є-Стокса, додаткова в'язкість, що виникає стисливих рідинах. Друга в'язкість проявляється, наприклад, при розповсюдженні ударних хвиль і призводить до додаткового затухання.
У рівнянні Нав'є-Стокса
{\displaystyle \rho \left({\frac {\partial \mathbf {v} }{\partial t}}+(\mathbf {v} \cdot \nabla )\mathbf {v} \right)=-\nabla p+\eta \Delta \mathbf {v} +\left(\zeta +{\frac {\eta }{3}}\right)\nabla {\text{div}}\,\mathbf {v} },
друга в'язкість позначена літерою {\displaystyle \zeta }.
Друга в'язкість загалом погано вивчений параметр. Для води його значення дорівнює 3,09 сантипуаза